# هوشنگ خستوئی
هوشنگ خستوئی (۴ مرداد ۱۳۲۰، بندر انزلی)، از رهبران انجمن حسابداران خبره ایران است. وی چندین دوره ریاست شورای عالی این انجمن و ریاست شورای سیاستگذاری ماهنامه حسابدار را بر عهده داشته‌است. خستوئی همچنین بنیانگذار، شریک، و مدیر مؤسسه حسابرسی سخن حق است.
وی در همایش سالانه انجمن حسابداری ایران که در روز ۱۶ آذر ۱۳۹۵ در مرکز همایش‌های صدا و سیما برگزار شد به عنوان «مشاهیر حسابداری ایران در سال ۱۳۹۵» معرفی شد. پیش از وی استادان برجسته حسابداری ایران از جمله مصطفی علیمدد، علی ثقفی، و محمد نمازی مفتخر به دریافت این عنوان شده بودند.

## زندگی‌نامه
۴ مرداد ۱۳۲۰ در بندر انزلی زاده شد. دوران دبستان را در محله امیریه تهران سپری کرد. سپس، به دبیرستان قریب رفت. به رغم آن که در نوجوانی و جوانی به تحصیل در رشته معماری دلبستگی داشت، تحصیل در رشته حسابداری را انتخاب کرد. پس از دانش‌آموختگی از دانشگاه در حسابرسی داخلی بانک کشاورزی مشغول به کار شد. سپس در آزمون استخدامی یک مؤسسه حسابرسی دولتی پذیرفته شد و به استخدام آن مؤسسه درآمد. اوایل دهه ۱۳۶۰ به عضویت انجمن حسابداران خبره ایران درآمد؛ و در طول سه دهه گذشته، به عنوان عضو، رئیس (۷ دوره)، و نایب رئیس شورای عالی (۴ دوره) نقشی تأثیرگذار در رهبری انجمن ایفا کرده‌است. وی هم‌اکنون مدیر و شریک مؤسسه حسابرسی سخن حق است.